# Liste des comarques de Galice

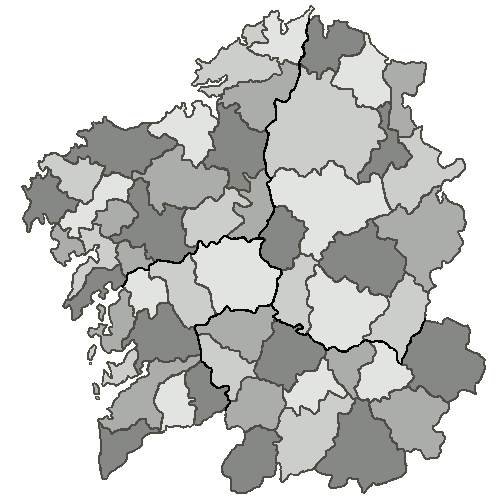
Les 53 comarques de Galice

La Galice est divisée en 53 comarques qui se répartissent de la manière suivante :
- 18 dans la province de La Corogne,
- 13 dans la Province de Lugo,
- 12 dans la Province d'Ourense
- 10 dans la province de Pontevedra.

La division actuelle en comarques de la Galice résulte du Décret 65/1997 de la Xunta de Galicia. En vertu de ce décret, les communes galiciennes se répartissent entre les différentes comarques :

## Comarques de laprovince de La Corogne
| Nom galicien        | Nom castillan                | Chef-lieu                    |
| ------------------- | ---------------------------- | ---------------------------- |
| Arzúa (comarque)    | Comarca de Arzúa             | Arzúa                        |
| O Barbanza          | Comarca de Barbanza          | Ribeira                      |
| A Barcala           | Comarca de La Barcala        | Negreira                     |
| Bergantiños         | Comarca de Bergantiños       | Carballo                     |
| Betanzos (comarque) | Comarca de Betanzos          | Betanzos                     |
| A Coruña (comarque) | Comarca de La Corogne        | La Corogne                   |
| O Eume              | Comarca del Eume             | Pontedeume                   |
| Ferrol (comarque)   | Comarca de Ferrol            | Ferrol                       |
| Fisterra (comarque) | Comarca de Finisterre        | Finisterre                   |
| Muros (comarque)    | Comarca de Muros             | Muros                        |
| Noia (comarque)     | Comarca de Noya              | Noia                         |
| Ordes (comarque)    | Comarca de Órdenes           | Ordes                        |
| Ortegal (comarque)  | Comarca de Ortegal           | Ortigueira                   |
| Santiago (comarque) | Comarca de Santiago          | Saint-Jacques-de-Compostelle |
| Sar (comarque)      | Comarca el Sar               | Padrón                       |
| Terra de Melide     | Comarca de Tierra de Mellid  | Melide                       |
| Terra de Soneira    | Comarca de Tierra de Soneira | Vimianzo                     |
| Xallas              | Comarca de Xallas            | Santa Comba                  |

## Comarques de laprovince de Lugo
| Nom galicien            | Nom castillan                   | Chef-lieu         |
| ----------------------- | ------------------------------- | ----------------- |
| Os Ancares              | Comarca de Los Ancares          | Becerreá          |
| Chantada (comarque)     | Comarca de Chantada             | Chantada          |
| A Fonsagrada (comarque) | Comarca de Fonsagrada           | A Fonsagrada      |
| Lugo (comarque)         | Comarca de Lugo                 | Lugo              |
| A Mariña Central        | Comarca de La Mariña Central    | Mondoñedo         |
| A Mariña Occidental     | Comarca de La Mariña Occidental | Viveiro           |
| A Mariña Oriental       | Comarca de La Mariña Oriental   | Ribadeo           |
| Meira (comarque)        | Comarca de Meira                | Meira             |
| Quiroga (comarque)      | Comarca de Quiroga              | Quiroga           |
| Sarria (comarque)       | Comarca de Sarria               | Sarria            |
| Terra Chá               | Comarca de La Terra Chá         | Vilalba           |
| Terra de Lemos          | Comarca de Tierra de Lemos      | Monforte de Lemos |
| A Ulloa                 | Comarca de La Ulloa             | Antas de Ulla     |

## Comarques de laProvince d'Ourense
| Nom galicien            | Nom castillan                  | Chef-lieu             |
| ----------------------- | ------------------------------ | --------------------- |
| Allariz-Maceda          | Comarque de Allariz-Maceda     | Allariz               |
| A Baixa Limia           | Comarque de La Baja Limia      | Lobios                |
| A Limia                 | Comarque de La Limia           | Xinzo de Limia        |
| O Carballiño (comarque) | Comarque de Carballino         | O Carballiño          |
| Ourense (comarque)      | Comarque d‘Orense              | Ourense               |
| O Ribeiro               | Comarque de Ribero             | Ribadavia             |
| Terra de Caldelas       | Comarque de Tierra de Caldelas | Castro Caldelas       |
| Terra de Celanova       | Comarque de Tierra de Celanova | Celanova              |
| Terra de Trives         | Comarque de Tierra de Trives   | A Pobra de Trives     |
| Valdeorras              | Comarque de Valdeorras         | O Barco de Valdeorras |
| Verín (comarque)        | Comarque de Verín              | Verín                 |
| Viana (comarque)        | Comarque de Viana              | Viana do Bolo         |

## Comarques de laprovince de Pontevedra
| Nom galicien             | Nom castillan                         | Chef-lieu            |
| ------------------------ | ------------------------------------- | -------------------- |
| O Baixo Miño             | Comarque de Bajo Miño                 | Tui                  |
| Caldas (comarque)        | Comarque de Caldas                    | Caldas de Reis       |
| O Condado                | Comarque de Condado                   | Ponteareas           |
| O Deza                   | Comarque de Deza                      | Lalín                |
| O Morrazo                | Comarque de Morrazo                   | Cangas               |
| A Paradanta              | Comarque de La Paradanta              | A Cañiza             |
| Pontevedra (comarque)    | Comarque de Pontevedra                | Pontevedra           |
| O Salnés                 | Comarque de Salnés                    | Vilagarcía de Arousa |
| Tabeirós-Terra de Montes | Comarque de Tabeirós-Tierra de Montes | A Estrada            |
| Vigo (comarque)          | Comarque de Vigo                      | Vigo                 |